# Filtro dicroico

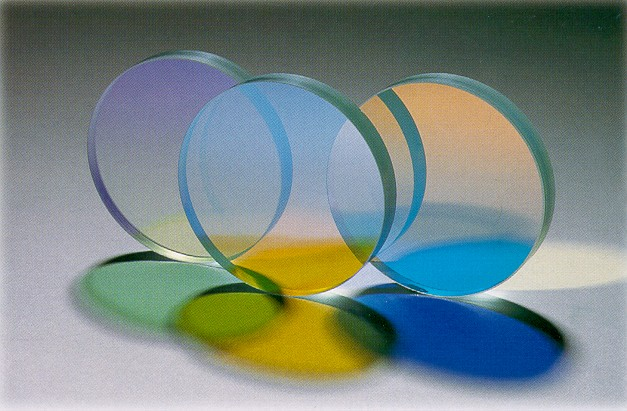
filtros dicroicos

Un filtro dicroico es un filtro de color que se utiliza para seleccionar el paso de luz en una pequeña gama de colores y reflejar la luz de un color particular.
El filtro dicroico refleja la luz visible mientras que permite el paso de luz infrarroja (calor radiante). Muchas lámparas halógenas de cuarzo tienen un filtro dicroico integrado para este propósito por lo que se utilizan generalmente en proyectores de diapositivas.
Gracias a estas características, por ejemplo, se utiliza en proyección de películas porque permite incrementar la cantidad de luz visible que pasa a través de los fotogramas pero reduciendo la incidencia de la radiación térmica sobre la película.

## Principio de funcionamiento
Los filtros dicroicos utilizan el principio de la interferencia de película delgada, de modo parecido a la que es responsable de la producción de manchas de color en aceite sobre el agua. En este fenómeno el filtro dicroico es producido por capas de películas alternas que tienen diferente índice de refracción. La interfaz entre las diferentes capas produce reflejos en fase, la selección y la mejora de ciertas longitudes de onda que interfieren entre sí. Las capas se depositan usualmente por la deposición al vacío. Al controlar el espesor y número de capas es posible ajustar la gama de color reflejado.

## Aplicaciones

reflejo dicroico en un microscopio de fluorescencia

En microscopios fluorescência, filtros dicroicos se utilizan como divisores de haz para dirigir el brillo de una frecuencia de excitación para la muestra.
En un proyector LCD se utilizan filtros dicroicos para dividir la luz blanca en tres colores.

## Ventajas
- Facilidad para la fabricación y para la elección y establecimiento del rango de longitudes de onda reflejadas.
- Debido a la luz en la banda de detención se refleja, en lugar de absorberse, hay mucho menos calentamiento de la lente que en los filtros convencionales.
- Vida útil mucho más larga que otros tipos de filtros.
- El filtro no se deforma fácilmente por calentamiento, excepto si se expone a temperaturas extremadamente altas.

## Desventajas
- Costo inicial alto.
- Los filtros dicroicos de cristal son más frágiles que los filtros de plástico convencionales.
- Pueden reflejar la luz de nuevo en un sistema óptico.
- Las bandas de luz que pasan dependen del ángulo de incidencia.